# Messier 95
Messier 95 (NGC 3351) is een balkspiraalstelsel in het sterrenbeeld Leeuw (Leo). Het hemelobject werd in 1781 door Pierre Méchain ontdekt en vervolgens door de kometenjager Charles Messier opgenomen in diens lijst van nevelachtige objecten als nummer 95.
M95 is een lid van de M96 groep van sterrenstelsels, ook wel bekend als de Leo I groep. Het staat op ongeveer 38 miljoen lichtjaar van de Aarde.
Voor de amateurastronoom vormen Messier 95, 96 en 105 een interessant trio van sterrenstelsels.